# Вигівська сільська рада
Вигівська сільська рада — колишня адміністративно-територіальна одиниця та орган місцевого самоврядування у Коростенському (Ушомирському) районі і Коростенській міській раді Коростенської й Волинської округ, Київської і Житомирської областей УРСР та України з адміністративним центром у с. Вигів.

## Населені пункти
Сільській раді підпорядковувались населені пункти:
- с. Вигів
- с. Боровиця
- с. Краснопіль

## Населення
Кількість населення ради, станом на 1923 рік, становила 1 431 особу, кількість дворів — 218.
Відповідно до результатів перепису населення СРСР, кількість населення ради, станом на 12 січня 1989 року, складала 839 осіб.
Станом на 5 грудня 2001 року, відповідно до перепису населення України, кількість мешканців сільської ради становила 623 особи.

## Склад ради
Рада складалась з 12 депутатів та голови.

## Керівний склад сільської ради
| ПІБ                         | Основні відомості                                                               | Дата обрання | Дата звільнення |
| --------------------------- | ------------------------------------------------------------------------------- | ------------ | --------------- |
| Мошківський Микола Павлович | Сільський голова, 1956 року народження, освіта, безпартійний                    | 26.03.2006   | 31.10.2010      |
| Мошківський Микола Павлович | Сільський голова, 1956 року народження, освіта середня спеціальна, безпартійний | 31.10.2010   |                 |

Примітка: таблиця складена за даними джерела

## Історія
Створена 1923 року в с. Вигів Іскоростської волості Коростенського повіту Волинської губернії. Станом на 17 грудня 1926 року на обліку в раді перебували хутори Велень, Мошківський, Половинний та залізничний роз'їзд Бувший Вигівський. Станом на 1 жовтня 1941 року хутори Мошківський, Половинний та зал. роз'їзд Бувший Вигівський не перебували на обліку населених пунктів.
Станом на 1 вересня 1946 року сільська рада входила до складу Коростенського району Житомирської області, на обліку в раді перебували с. Вигів та х. Велень.
11 серпня 1954 року, відповідно до указу Президії Верховної ради УРСР «Про укрупнення сільських рад по Житомирській області», до складу ради включено села Боровиця та Краснопіль ліквідованої Боровицької сільської ради. 2 вересня 1954 року, відповідно до рішення Житомирського облвиконкому № 1087 «Про перечислення населених пунктів в межах Житомирської області», с. Велень передане до складу Купищенської сільської ради Коростенського району. 5 березня 1959 року, відповідно до рішення ЖОВК № 161 «Про ліквідацію та зміну адміністративно-територіального поділу окремих сільських рад області», територію та населені пункти ради приєднано до Могильнянської сільської ради Коростенського району. Відновлена 10 березня 1966 року, відповідно до рішення ЖОВК № 126 «Про утворення сільських рад та зміни в адміністративному підпорядкуванні деяких населених пунктів області», в складі сіл Боровиця, Вигів та Краснопіль Поліської сільської ради Коростенського району.
Станом на 1 січня 1972 року сільська рада входила до складу Коростенського району Житомирської області, на обліку в раді перебували села Боровиця, Вигів та Краснопіль.
22 липня 2016 року територія ради увійшла до складу Горщиківської сільської територіальної громади Коростенського району Житомирської області.
Входила до складу Коростенського (Ушомирського, 7.03.1923 р., 28.02.1940 р.) району та Коростенської міської ради (1.06.1935 р.).